# Campionati europei di atletica leggera indoor 2009
I XXX campionati europei di atletica leggera indoor si sono svolti a Torino, in Italia, presso l'Oval Lingotto, dal 6 all'8 marzo 2009. È la quarta volta che questo evento viene organizzato in Italia. 

## Nazioni partecipanti
Tra parentesi, il numero di atleti partecipanti per nazione.
- Albania (3)
- Armenia (2)
- Austria (7)
- Azerbaigian (1)
- Belgio (6)
- Bielorussia (13)
- Bosnia ed Erzegovina (2)
- Bulgaria (7)
- Rep. Ceca (14)
- Cipro (5)
- Croazia (3)
- Danimarca (13)
- Estonia (13)
- Finlandia (13)
- Francia (36)

- Georgia (1)
- Germania (36)
- Gibilterra (1)
- Grecia (7)
- Irlanda (16)
- Israele (6)
- Italia (34)
- Lettonia (5)
- Lituania (10)
- Macedonia (1)
- Malta (1)
- Moldavia (1)
- Monaco (1)
- Norvegia (6)
- Paesi Bassi (14)

- Polonia (21)
- Portogallo (12)
- Gran Bretagna (29)
- Romania (17)
- Russia (57)
- San Marino (2)
- Serbia (5)
- Slovacchia (11)
- Slovenia (6)
- Spagna (36)
- Svezia (13)
- Svizzera (4)
- Turchia (12)
- Ucraina (20)
- Ungheria (7)

## Risultati

### Uomini
| Specialità | Oro                                                                 | Risultato | Argento                                                           | Risultato | Bronzo                                                                 | Risultato     |
| Corse piane |                                                                     |           |                                                                   |           |                                                                        |               |
| 60 metri | Dwain Chambers Gran Bretagna                                        | 6"46      | Fabio Cerutti Italia                                              | 6"56      | Emanuele Di Gregorio Italia                                            | 6"56          |
| 400 metri | Johan Wissman Svezia                                                | 45"89     | Claudio Licciardello Italia                                       | 46"32     | Ioan Vieru Romania                                                     | 46"54         |
| 800 metri | Yuriy Borzakovskiy Russia                                           | 1'48"55   | Luis Alberto Marco Spagna                                         | 1'49"14   | Mattias Claesson Svezia                                                | 1'49"32       |
| 1.500 metri | Rui Silva Portogallo                                                | 3'44"38   | Diego Ruiz Spagna                                                 | 3'44"70   | Yoann Kowal Francia                                                    | 3'44"75       |
| 3.000 metri | Mo Farah Gran Bretagna                                              | 7'40"17   | Bouabdellah Tahri Francia                                         | 7'42"14   | Jesús España Spagna                                                    | 7'43"29       |
| Corse a ostacoli |                                                                     |           |                                                                   |           |                                                                        |               |
| 60 metri ostacoli | Ladji Doucouré Francia                                              | 7"55      | Gregory Sedoc Paesi Bassi                                         | 7"55      | Petr Svoboda Rep. Ceca                                                 | 7"61          |
| Staffette |                                                                     |           |                                                                   |           |                                                                        |               |
| Staffetta 4×400 metri | Italia Jacopo Marin Matteo Galvan Domenico Rao Claudio Licciardello | 3'06"68   | Gran Bretagna Richard Buck Nick Leavey Nigel Levine Philip Taylor | 3'07"04   | Polonia Jan Ciepiela Marcin Marciniszyn Jarosław Wasiak Piotr Klimczak | 3'07"04       |
| Salti |                                                                     |           |                                                                   |           |                                                                        |               |
| Salto in alto | Ivan Ukhov Russia                                                   | 2,32 m    | Kyriakos Iōannou Cipro Aleksey Dmitrik Russia                     | 2,29 m    | Non assegnata                                                          | Non assegnata |
| Salto con l'asta | Renaud Lavillenie Francia                                           | 5,81 m =  | Pavel Gerasimov Russia                                            | 5,76 m    | Alexander Straub Germania                                              | 5,76 m        |
| Salto in lungo | Sebastian Bayer Germania                                            | 8,71 m    | Nils Winter Germania                                              | 8,22 m    | Marcin Starzak Polonia                                                 | 8,18 m        |
| Salto triplo | Fabrizio Donato Italia                                              | 17,59 m   | Viktor Yastrebov Ucraina                                          | 17,25 m   | Igor Spasovkhodskiy Russia                                             | 17,15 m       |
| Lanci |                                                                     |           |                                                                   |           |                                                                        |               |
| Getto del peso | Tomasz Majewski Polonia                                             | 21,02 m   | Yves Niaré Francia                                                | 20,42 m   | Ralf Bartels Germania                                                  | 20,39 m       |
| Prove multiple |                                                                     |           |                                                                   |           |                                                                        |               |
| Eptathlon | Mikk Pahapill Estonia                                               | 6.362 p.  | Oleksiy Kasyanov Ucraina                                          | 6.205 p.  | Roman Šebrle Rep. Ceca                                                 | 6.142 p.      |
| record mondiale; record mondiale stagionale; record europeo; record europeo stagionale; record dei campionati; record nazionale; record personale; record personale stagionale. |                                                                     |           |                                                                   |           |                                                                        |               |

### Donne
| Specialità | Oro                                                                       | Risultato | Argento                                                      | Risultato | Bronzo                                                                            | Risultato |
| Corse piane |                                                                           |           |                                                              |           |                                                                                   |           |
| 60 metri | Yevgeniya Polyakova Russia                                                | 7"18      | Ezinne Okparaebo Norvegia                                    | 7"21      | Verena Sailer Germania                                                            | 7"22      |
| 400 metri | Antonina Krivoshapka Russia                                               | 51"18     | Nataliya Pyhyda Ucraina                                      | 51"44     | Darya Safonova Russia                                                             | 51"85     |
| 800 metri | Mariya Savinova Russia                                                    | 1'58"11   | Oksana Zbrozhek Russia                                       | 1'59"20   | Elisa Cusma Piccione Italia                                                       | 2'00"23   |
| 1.500 metri | Natalia Rodríguez Spagna                                                  | 4'08"72   | Sonja Roman Slovenia                                         | 4'11"42   | Roisin McGettigan Irlanda                                                         | 4'11"58   |
| 3.000 metri | Alemitu Bekele Turchia                                                    | 8'46"50   | Sara Moreira Portogallo                                      | 8'48"18   | Mary Cullen Irlanda                                                               | 8'48"47   |
| Corse a ostacoli |                                                                           |           |                                                              |           |                                                                                   |           |
| 60 metri ostacoli | Eline Berings Belgio                                                      | 7"92      | Lucie Škrobáková Rep. Ceca                                   | 7"94      | Derval O'Rourke Irlanda                                                           | 7"97      |
| Staffette |                                                                           |           |                                                              |           |                                                                                   |           |
| Staffetta 4×400 metri | Russia Natalya Antyukh Darya Safonova Yelena Voynova Antonina Krivoshapka | 3'29"12   | Gran Bretagna Donna Fraser Kim Wall Vicki Barr Marilyn Okoro | 3'30"42   | Bielorussia Alena Kievich Katsiaryna Bobryk Hanna Tashpulatava Katsiaryna Mishyna | 3'35"03   |
| Salti |                                                                           |           |                                                              |           |                                                                                   |           |
| Salto in alto | Ariane Friedrich Germania                                                 | 2,01 m    | Ruth Beitia Spagna                                           | 1,99 m    | Viktoriya Klyugina Russia                                                         | 1,96 m    |
| Salto con l'asta | Yuliya Golubchikova Russia                                                | 4,75 m =  | Silke Spiegelburg Germania                                   | 4,75 m    | Anna Battke Germania                                                              | 4,65 m    |
| Salto in lungo | Ksenija Balta Estonia                                                     | 6,87 m    | Yelena Sokolova Russia                                       | 6,84 m    | Olga Kucherenko Russia                                                            | 6,82 m    |
| Salto triplo | Anastasiya Taranova-Potapova Russia                                       | 14,68 m   | Marija Šestak Slovenia                                       | 14,60 m   | Dana Velďáková Slovacchia                                                         | 14,40 m   |
| Lanci |                                                                           |           |                                                              |           |                                                                                   |           |
| Getto del peso | Petra Lammert Germania                                                    | 19,66 m   | Denise Hinrichs Germania                                     | 19,63 m   | Anca Heltne Romania                                                               | 18,71 m   |
| Prove multiple |                                                                           |           |                                                              |           |                                                                                   |           |
| Pentathlon | Anna Bogdanova Russia                                                     | 4.761 p.  | Jolanda Keizer Paesi Bassi                                   | 4.644 p.  | Antoinette Nana Djimou Ida Francia                                                | 4.618 p.  |
| record mondiale; record mondiale stagionale; record europeo; record europeo stagionale; record dei campionati; record nazionale; record personale; record personale stagionale. |                                                                           |           |                                                              |           |                                                                                   |           |

## Medagliere
Legenda
     Paese ospitante
| Posizione | Paese         | Oro | Argento | Bronzo | Totale |
| --------- | ------------- | --- | ------- | ------ | ------ |
| 1         | Russia        | 9   | 4       | 4      | 17     |
| 2         | Germania      | 3   | 3       | 4      | 10     |
| 3         | Francia       | 2   | 2       | 2      | 6      |
| 3         | Italia        | 2   | 2       | 2      | 6      |
| 5         | Gran Bretagna | 2   | 2       | 0      | 4      |
| 6         | Estonia       | 2   | 0       | 0      | 2      |
| 7         | Portogallo    | 1   | 1       | 0      | 2      |
| 8         | Polonia       | 1   | 0       | 2      | 3      |
| 9         | Svezia        | 1   | 0       | 1      | 2      |
| 10        | Belgio        | 1   | 0       | 0      | 1      |
| 10        | Turchia       | 1   | 0       | 0      | 1      |
| 12        | Spagna        | 1   | 3       | 1      | 5      |
| 13        | Ucraina       | 0   | 3       | 0      | 3      |
| 14        | Paesi Bassi   | 0   | 2       | 0      | 2      |
| 15        | Rep. Ceca     | 0   | 1       | 2      | 3      |
| 16        | Slovenia      | 0   | 2       | 0      | 2      |
| 17        | Cipro         | 0   | 1       | 0      | 1      |
| 17        | Norvegia      | 0   | 1       | 0      | 1      |
| 19        | Irlanda       | 0   | 0       | 3      | 3      |
| 19        | Romania       | 0   | 0       | 2      | 2      |
| 21        | Bielorussia   | 0   | 0       | 1      | 1      |
| 21        | Slovacchia    | 0   | 0       | 1      | 1      |
| Totale    | Totale        | 26  | 27      | 25     | 78     |